# Verfeil, Haute-Garonne
Verfeil (okcitansko Verfuèlh) je naselje in občina v južnem francoskem departmaju Haute-Garonne regije Jug-Pireneji. Leta 2008 je naselje imelo 2.993 prebivalcev.

## Geografija
Naselje leži v pokrajini Languedoc ob reki Girou, 21 km severovzhodno od Toulousa.

## Uprava
Verfeil je sedež istoimenskega kantona, v katerega so poleg njegove vključene še občine Bonrepos-Riquet, Gauré, Gragnague, Lavalette, Saint-Marcel-Paulel in Saint-Pierre s 5.895 prebivalci.
Kanton Verfeil je sestavni del okrožja Toulouse.

## Zgodovina
Verfeil je bil v srednjem veku, od 1140 do sredine 13. stoletja, pomembno središče katarizma. V njem je imel leta 1145 svoj govor proti hereziji Bernard iz Clairvauxa, menih in utemlejitelj cistercijanov. Odslovljen brez pravega posluha meščanov naj bi kraj preklel z besedami "Viridefolium, desiccet te Deus!" (Verfeil, naj te Bog izsuši!).

## Zanimivosti
- mestna vrata porte Tolosane in porte Vaureze,
- ostanki gradu château de Verfeil,
- cerkev sv. Blaža.